# Ad catholici sacerdotii
Mit der Enzyklika Ad catholici sacerdotii (lat.: … zum katholischen Priesteramt …) vom 20. Dezember 1935 hat Papst Pius XI. ein Grundsatzwerk für die Priesterausbildung und des Priesteramtes verfasst. Er stützt sich dabei auch auf die von Papst Leo XIII. veröffentlichten Enzykliken Depuis le jour (1899), Paternae (1899) und Fin dal principio (1902), die ebenfalls die Ausbildung des Klerus, in Frankreich, Brasilien und Italien, zum Gegenstand haben.

## Das Priesteramt
„Seit dem Tage, da Wir Uns durch den unerforschlichen Ratschluss der göttlichen Vorsehung auf dem höchsten Gipfel des „katholischen Priesteramts“ erhoben sahen, haben Wir unablässig Unsere ganz besondere Aufmerksamkeit und Liebe jenen Unserer zahllosen, gottgeschenkten Söhne zugewendet, die, mit dem Charakter des Priestertums geschmückt, den Auftrag erhalten haben, „Salz der Erde und Licht der Welt“ zu sein; und in noch höherem Grade jenen lieben jungen Männern, die im Schatten des Heiligtums erzogen werden und sich auf diese erhabene Mission vorbereiten“, mit diesen Worten eröffnet Pius XI. seine Enzyklika.

### Werk Gottes
Über das Grundlegende zum Priesteramt schreibt er: Der Priester ist zwar ein Mensch und aus der Zahl der Menschen hervorgehoben, aber einer, der für die Menschen im Auftrag Gottes ausgebildet wurde. Gegenstand seines Amtes sind nicht menschliche und vergängliche Dinge, sondern göttliche und ewige. In dieser Sache ist der Priester letztendlich auch das Werk Jesu Christi und durch sein Amt ist er gleichzeitig der Fürsprecher bei Gott. Es ist zugleich aber auch deutlich, dass dieses Amt nicht in sich steht, sondern von seiner Dienstfunktion her zu charakterisieren ist und dass ihm für diese Dienstfunktion eine Legitimation von Christus her zukommt. Diese Vollmachten, die dem Priester durch ein besonderes Sakrament erteilt wurden, sind in ihm keine vorübergehenden, sondern dauerhafte und beständige, da sie ihre Grundlage in einem der Seele eingeprägten unauslöschlichen Charakter haben, durch den er Priester für die Ewigkeit geworden ist.

## Priesterausbildung
Der Papst legt die Kriterien und die Formen der Priesterausbildung fest und erteilt ganz klare Anweisungen an die Bischöfe und Lehrenden in den Priesterseminaren. Für ihn steht die persönliche Begleitung und Beratung der Seminaristen im Vordergrund. 

### Priesterseminare
Er legt fest, dass nach Möglichkeit in jeder Diözese ein Priesterseminar eröffnet werden soll, in den Diözesen, in denen die Voraussetzungen nicht gegeben sind, ist die Errichtung eines überdiözesanen (regionalen, zentralen oder nationalen) Seminars notwendig. Je nach den örtlichen Verhältnissen ist auch die Zusammenarbeit von Diözesan- und Ordensklerus notwendig, so dass mit vereinten Kräften und Mitteln unter Wahrung der jeweils eigenen Rechte und Pflichten leichter die geeigneten Stätten für die kirchlichen Studien geschaffen werden können. 

### Leiter der Priesterseminare
Die Leiter werden nach sorgfältiger Beratung vom Bischof ernannt, falls die Seminarstatuten nichts anderes vorschreiben. Alle sollen um den Fortschritt des Seminars bemüht sein, häufig ein Gespräch mit dem Bischof und den Seminaristen pflegen, um so herauszufinden, was dem allgemeinen Wohl besser dient, und um die erzieherische Arbeit immer mehr zu vervollkommnen.
Besonders sorgfältig muss auch die Auswahl der Oberen und Professoren getroffen werden und gleichzeitig muss ihnen, wenn sie den Anforderungen nicht gerecht werden, die Lehrerlaubnis entzogen werden. 

### Die Priesterkandidaten
Zur geeigneten Ausbildung der Priesterkandidaten ist eine wohlüberlegte Auswahl erforderlich, vor allem ist den Seminaristen zu helfen, dass sie vor Gott ernsthaft und aufrichtig überlegen, ob sie zu Recht glauben dürfen, zum Priestertum berufen zu sein, und dass sie die Beweggründe, aus denen sie es anstreben, zu beurteilen vermögen. Besonders großer Wert ist auf die Prüfungen zu legen, die vor Empfang der heiligen Weihen vorgeschrieben sind. Darum soll der Regens die Kandidaten beobachten und beurteilen, diese Kenntnisse sollen aus eigener Beobachtung stammen sowie von Leuten, die die Kandidaten gut kennen, besonders von Pfarrern, (anderen) Priestern und ausgewählten Laien (wobei der Gewissensbereich zu wahren ist). Der Regens soll diese Kenntnisse dem Bischof mitteilen, damit dieser sich über die Berufung des Kandidaten ein klares Urteil bilden kann. 

### Pastorale Ausbildung
Die gesamte priesterliche Ausbildung muss von pastoralem Geist durchdrungen sein, da es Ziel des Seminars ist, Seelsorger heranzubilden, ist der pastorale Aspekt in allen Disziplinen in besonderer Weise herauszuarbeiten.